# John Robinson (attore statunitense)
John Robinson (Portland, 25 ottobre 1985) è un attore, modello, sceneggiatore produttore, regista e direttore della fotografia statunitense famoso per aver interpretato il ruolo di John McFarland in Elephant di Gus Van Sant e quello di Stacy Peralta in Lords of Dogtown.

## Biografia

### Giovinezza
John Robinson è nato a Portland, Oregon, il 25 ottobre 1985.

### Carriera
Robinson iniziò la sua carriera di attore nel 2003 quando il regista Gus Van Sant lo scelse come protagonista del suo film Elephant. Due anni dopo, recitò in Ingannevole è il cuore più di ogni cosa e in Lords of Dogtown nel ruolo dello skater Stacy Peralta. Nel 2006 recitò nel film Caccia spietata di David Von Ancken. L'anno seguente ha recitato in Transformers e The Beautiful Ordinary.
Nel 2008 ha recitato nel film Wendy and Lucy diretto da Kelly Reichardt. Quattro anni dopo ha interpretato il surfista Wayne in 186 Dollars to Freedom di Camilo Vila Nel 2014 ha recitato in Boys of Abu Ghraib, Something Wicked, e nella commedia Tutto può accadere a Broadway, dove però non è stato accreditato tra gli attori. Nel 2015 ha recitato in There Is a New World Somewhere, nel 2016 nel thriller psicológico Intruder e nel 2017 nella commedia drammatica Avenues, scritta e diretta da Michael Angarano.
Più recentemente è apparso nei film Il massacro di Amityville (2018) e Billboard (2019) e nella serie televisiva Dark Stories.

### Vita privata
Robinson ama lo snowboard e giocava a lacrosse al liceo. Ha lavorato anche come modello. Si è diplomato nel 2005 presso la Oregon Episcopal School. Robinson ha rilasciato un'intervista approfondita nel numero 10 della rivista di moda Hero, pubblicato nell'ottobre 2013.

## Filmografia

### Attore

#### Cinema
- Elephant, regia di Gus Van Sant (2003)
- Ingannevole è il cuore più di ogni cosa (The Heart Is Deceitful Above All Things), regia di Asia Argento (2004)
- Lords of Dogtown, regia di Catherine Hardwicke (2005)
- Caccia spietata (Seraphim Falls), regia di David Von Ancken (2006)
- Transformers, regia di Michael Bay (2007)
- The Beautiful Ordinary, regia di Jess Manafort (2007)
- Wendy and Lucy, regia di Kelly Reichardt (2008)
- Hanging On, regia di Sean King O'Grady – cortometraggio (2009)
- Homecoming, regia di Sean Hackett (2011)
- Between the Wish and the Thing, regia di Jesse Belodoff – cortometraggio (2011)
- The Napkin, regia di Aaron Himelstein – cortometraggio (2012)
- Gu bao zhi wen, regia di Fen Tian (2012)
- 186 Dollars to Freedom, regia di Camilo Vila (2012)
- Big Sur, regia di Michael Polish (2013)
- She Loves Me Not, regia di Brian Jun e Jack Sanderson (2013)
- Fire City: King of Miseries, regia di Tom Woodruff Jr. – cortometraggio (2013)
- Boys of Abu Ghraib, regia di Luke Moran (2014)
- Something Wicked, regia di Darin Scott (2014)
- Tutto può accadere a Broadway (She's Funny That Way), regia di Peter Bogdanovich (2014) non accreditato
- There Is a New World Somewhere, regia di Li Lu (2015)
- Sky, regia di Fabienne Berthaud (2015)
- Hot Bot, regia di Michael Polish (2016)
- Intruder, regia di Travis Z (2016)
- Alcolista (Alcoholist), regia di Lucas Pavetto (2016)
- Room 105, regia di Patrick Mulvihill (2016)
- Showreel, regia di Filip Flatau – cortometraggio (2017)
- Avenues, regia di Michael Angarano (2017)
- Born Again Dead, regia di Jowan Carbin (2017)
- The Cellar, regia di Igor Voloshin (2018)
- The Amityville Murders, regia di Daniel Farrands (2018)
- Billboard, regia di Zeke Zelker (2019)
- On the Line, regia di Romuald Boulanger (2022)

#### Televisione
- Looking – serie TV, 1 episodio (2014)
- Dark Stories – serie TV, 2 episodi (2019-2020)

### Doppiatore
- Ms. Long Legs, regia di Milo Addica – cortometraggio (2015)

### Sceneggiatore
- The Napkin, regia di Aaron Himelstein – cortometraggio (2012)
- Terre ferme, regia di Alber Albarzawi, Eyad Birouty, Lizzie Brocheré, Martin Pavloff e John Robinson – cortometraggio (2017)

### Produttore associato
- Poor Boy, regia di Robert Scott Wildes (2016)
- Born Again Dead, regia di Jowan Carbin (2017)

### Regista
- Terre ferme, diretto con Alber Albarzawi, Eyad Birouty, Lizzie Brocheré, Martin Pavloff – cortometraggio (2017)

### Direttore della fotografia
- Terre ferme, regia di Alber Albarzawi, Eyad Birouty, Lizzie Brocheré, Martin Pavloff e John Robinson – cortometraggio (2017)

## Doppiatori italiani
Nelle versioni in italiano delle opere in cui ha recitato, John Robinson è stato doppiato da:
- Stefano De Filippis in Elephant
- Andrea Mete in Ingannevole è il cuore più di ogni cosa
- David Chevalier in Lords of Dogtown
- Alessio Ward in Caccia spietata
- Stefano Crescentini in Alcolista